# Scoop (film 2006)
Scoop è un film del 2006 scritto, diretto e interpretato da Woody Allen. È il secondo film di Allen (dopo Match Point) ad essere ambientato in Inghilterra e in cui Scarlett Johansson interpreta uno dei personaggi principali. Allen ha affermato di aver creato la parte della giornalista Sandra pensando specificamente alla Johansson. 

## Trama
Il giornalista Joe Strombel è appena morto e il suo spirito si trova sul traghetto verso l'Aldilà, con altri defunti. Strombel si mette a parlare con una donna, la fu segretaria di Peter Lyman, un ricco aristocratico. La donna confida a Strombel di pensare che questi sia il misterioso killer dei Tarocchi, un serial killer di prostitute, e di essere stata avvelenata perché aveva dei sospetti su di lui. Strombel è esaltato all'idea del possibile scoop, e vorrebbe trovare qualcuno che riesca a pubblicare la notizia. Il giornalista si tuffa dalla barca, per tornare tra i vivi.
Sandra Prensky è una studentessa americana di giornalismo, ospite a Londra di alcuni amici. Un giorno assiste allo spettacolo del "Grande Splendini", un mago da avanspettacolo che sceglie proprio Sandra per effettuare un trucco di sparizione. Mentre Sandra è chiusa nella cabina, improvvisamente le appare lo spirito di Joe Strombel, il quale le racconta la vicenda, sperando di riuscire tramite lei a vedere pubblicato il grande scoop, scomparendo subito dopo. Sandra, dapprima incredula, capisce che può essere arrivata la sua grande occasione e decide di investigare personalmente. La ragazza riesce a convincere Splendini ad aiutarla e l'anziano illusionista accetta a malincuore.
I due, fingendosi padre e figlia, riescono ad accedere all'esclusivo club di cui Lyman è socio. Nella piscina del club, fingendo di affogare, Sandra si fa salvare da Lyman e, sotto falso nome, riesce ad ottenere un invito nella lussuosa dimora di famiglia. Sandra è convinta che in questo modo potrà raccogliere indizi, mentre Splendini pensa che il giovane non abbia nulla a che fare con gli omicidi.
Con il passare dei giorni, i due impostori diventano una presenza fissa da Lyman: Sandra si invaghisce sempre più di lui, ricambiata, e inizia a perdere le certezze sulla sua colpevolezza. Al contrario, Splendini non è più così scettico, dopo aver trovato un mazzo di tarocchi nascosto in casa di Lyman. Così, convince Sandra a presentarsi al direttore di un quotidiano per sottoporre i loro sospetti. Sfortunatamente i due non hanno prove concrete per dimostrare le loro affermazioni e il giornalista li persuade a desistere, comunicando loro che il vero serial killer è stato catturato e ha confessato.
Tornata da Lyman, la ragazza gli confessa di averlo creduto un assassino e di aver investigato su di lui, svelando anche la sua vera identità. Lyman non si dimostra arrabbiato, anzi rinnova la sua dichiarazione d'amore per Sandra. Intanto Splendini, incalzato da Strombel, continua a investigare per conto suo, scoprendo che il nobile è effettivamente un frequentatore di prostitute e possiede la chiave dell'appartamento di una delle vittime.
Mentre si trova nella tenuta di Lyman, Sandra riceve una telefonata da Splendini, che ha scoperto la verità: Lyman ha ucciso una prostituta che lo ricattava, e ha fatto in modo che le caratteristiche del delitto riconducessero al serial killer delle altre vittime. Lyman ascolta la conversazione da un altro telefono e non ha altra scelta che eliminare i due. Il giovane invita Sandra a fare un giro in barca sul suo lago privato. Intanto Splendini cerca disperatamente di raggiungere in auto la tenuta ma, non avendo mai imparato a guidare tenendo la sinistra, muore in un incidente, mentre Sandra viene buttata in acqua da Lyman, convinto che la ragazza non sappia nuotare. Subito dopo questi telefona alla polizia fingendo un tragico incidente. Sandra però è un'ottima nuotatrice, riesce a salvarsi, e si ripresenta in casa mentre la polizia è presente, smascherando Lyman. 
Alla fine, Sandra vede pubblicato su un quotidiano il resoconto della sua storia, considerato uno dei migliori articoli investigativi degli ultimi anni, e lo dedica a Strombel e a Splendini.
Nelle ultime scene l'anima del prestigiatore si ritrova in viaggio sul traghetto dell'aldilà, e per passare il tempo intrattiene coi suoi trucchi gli altri spiriti.

## Distribuzione
Il film è uscito nei cinema statunitensi il 28 luglio 2006.

## Accoglienza

### Incassi
Il film, dal budget di 4 milioni di dollari, ne ha incassati 39, di cui quasi 29 all'estero.

## Riconoscimenti
- 2007 - Premio Goya
  - Candidatura Miglior film europeo a Woody Allen

## Curiosità
- È l'ultimo film in cui Woody Allen viene doppiato da Oreste Lionello.